# Antoine de Saussure
Pour les articles homonymes, voir Saussure.
Antoine de Saussure est un architecte suisse né le 6 août 1909 à Évian et mort le 18 mai 2011 à Genève.

## Biographie
Après une formation en archéologie médiévale, en archéologie de l'antiquité grecque en Sorbonne et l'obtention d'un diplôme d'architecte diplômé par le gouvernement français, il s'installe à Genève en 1943, où il est chef d'atelier à l'école d'architecture.
Il a été, en 1950, avec André Bordigoni, Jean Gros, Eugène Beaudouin et Adolphe Guyonnet, il a établi le plan d'ensemble du groupe de logements collectifs du Parc de Vermont, à Genève, sur une typologie libre. Il a réalisé, avec Marc-Joseph Saugey l'immeuble de la Nationale Suisse.

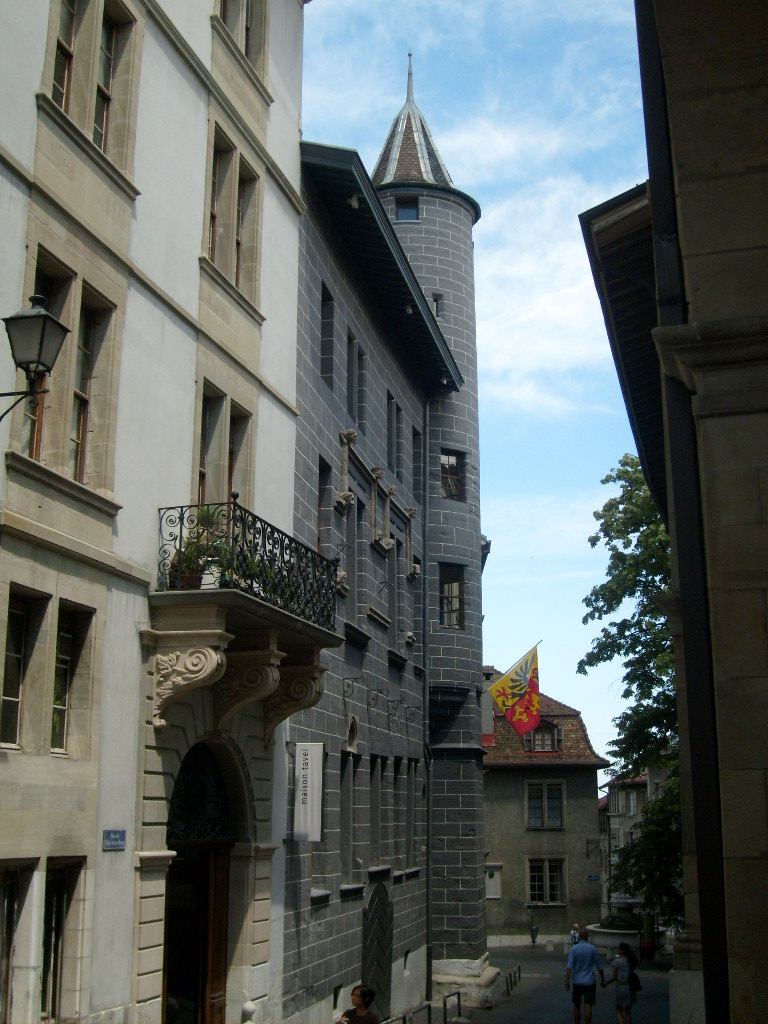
Façade de la maison Tavel.

Il a principalement effectué des travaux d'archéologie et de restauration, notamment dans la vieille ville de Genève, à la Tour Baudet et à la façade de la maison Tavel.
Ses archives ont été déposées aux Archives d'architectures de Genève en 2001.

## Publications
- Pour une intelligence esthétique. Notes et commentaires, Introduction de Gustave Thibon, Editions Auteur (1971)